# Пресократовци
Пресократовци су били први грчки филозофи (од 7. до 6. века п. н. е.) су се првенствено бавили проучавањем природе. Зато се они углавном називају физичари (грчки: physis - природа која се развија и мијења; logos - наука, ријеч или говор). Они су настојали да помоћу разумски заснованих доказа утврде првобитне принципе свих ствари. Трагали су за сврхом или смислом бивства - онога што јесте, што чини или омогућава постојање. Они су настојали да здраворазумским закључивањем и уз извјесне аналогије са митолошким представама превладају разлику између очигледног чулног мноштва, с једне, и општег јединства с друге стране. Пресократовци су под природом разумијевали основу свих збивања или општи оквир стварности; космос је за њих израз којим означавају универзални - „правични“ поредак ствари у свијету. Трагали су за начелом или корјеном свега постојећег (грчки: arhe), за безвременим темељем живота који обезбјеђује постојаност и закономјерност у сталним промјенама унутар чулног свијета.

## Јоњани — проблем почела
Први филозофи потичу из Јоније, приобалне области Мале Азије. Најзначајнији полис у Јонији је био Милет. У њему је створена прва филозофска школа, чији је оснивач био Талес.

### Талес
Талес је, према историчару Херодоту, своју највећу славу стекао је прорачуном на основу којег је најавио помрачење Сунца (28. мај 585. године п. н. е.). Позната је анегдота да из његовог живота према којој је упао у бунар док је посматрао звијезде. Талес је вјековима славњен као врхунски геометар (помоћ при војном освајању), луцидни географ, сјајан математичар (помоћу сјенке је израчунао висину пирамида), скроман мудрац (поклонио троножац делфском пророчишту који су му Хелени дали као најмудријем међу њима).
Талес се назива и „оцем математике“ зато што је први неку запажену законитост и доказао и зато што је својом филозофијом (мада не експлицитно) први дао теоријско оправдање једне такве дисциплине: он је увидео да упркос бесконачном мноштву са којим се суочавамо у свету за све ствари важе исте законитости које од њих и чине уређени космос (на старогрчком „космос“ је раније значило „украс, огрлица“ да би се касније и користило у значењу „уређен, леп, хармоничан..."). Исто то запажање навело га је и на помисао да би и само постојање свих ствари морало бити утемељено на једном принципу ("принцип“ је латински превод старогрчке речи „архе“ која значи „први, владајући, основни..." а у филозофској употреби најадекватнији превод на српски језик је „почело, начело")
Темељно начело и основни елемент природе Талес је видио у води - непромјењенљивом праизвору из којег све настаје испаравањем или замрзавањем. Талес је сматрао да је вода храна свих бића и да као таква представља бесконачну залиху свих ствари. Зато се он слови за првог материјалисту у филозофији.
Талес није правио разлику (као и остали Јоњани) између начела (принципа) и елемен(а)та свих ствари.
Талес је сматрао да је Земља у ствари равна плоча, док је свијет жива материја која га покреће уз помоћ демона. Најважнији домет Талесове филозофије остаје увиђање да различите појединачне ствари које постоје у природи имају свој јединствен - заједнички основ. Талес је први у разлици уочио њихово јединство.

### Анаксимандар
Био је Талесов ученик. Важио је за проналазача (приписују му се прва географска карта, глобус, инструменти за грађевинарство) и за успјешног државника.
Као начело космоса Анаксимандар је препознао апејрон (што значи „без - границе"). Апејрон је бесмртан и непропадљив „материјални узрок“ стварности, мада је право значење тог термина нама прилично нејасно највише због недостатка извора из којих бисмо о њему нешто сазнали - он је оно безгранично које не може имати неко своје посебно почело, јер кад би га имало - морало би имати своју границу.
Из апејрона се издвајају супротности, које узрокују настајање појединачних ствари. Оне су коначне и одређене, и као такве накнадно се враћају у своје неодређено и бесконачно почело. Дато враћање Једном, јесте праведност, док је претходно издвајање појединачних ствари путем супротности неправедност.

### Анаксимен
Као своје начело Анаксимен узима ваздух - безгранична материја која у свом вечном кретању наизменично пролази кроз стадијуме згрушњавања и разређивања. Ваздух је бесконачан у квантитативном облику, али не и у квалитативном смислу. Он је количински неодређен, али се појављује као неки конкретан, одређен квалитет. Анаксименов ваздух је невидљив када је „једнако распоређен“ (тада је у ствари неограничен, јер су хладноћа, топлота, влажност и покретљивост присутни у једнакој мјери), с тим да исти ти атрибути, када се згрушњавају и разређују, чине ваздух видљивим, тј. квалитативно одређенијим. Тако су, по тврдђи Анаксимена, настали Богови.

### Хераклит из Ефеса
Хераклит сматра да први принцип свијета борба супротности. „Рат (грчки: polemos) је отац свих ствари“, а „правда је завада: све бива на основу заваде (раздора), и тако трега да буде." Та стална промјена чини норму живота, тј. његов логос. Одређени коментатори Хераклитеве филозофије сматрају да је у питању ватра. Логос за Хераклита представља природни закон који регулише борбу супротности унутар свега. Логос је један - исти за сва бића.
Хераклит је чувен по томе да је писао у облику афоризама.

## Питагорејска школа - тајна бројева
Учење питагорејаца је утицало на укупни хеленски свијет. Они су сматрали да су геометрија и математика основна оруђа знања.
Главни представник ове школе је Питагора. Суштина његовог учења је била тврдња да је све број. Начело је дато у множини. Сваки елемент има неки облик који чини његову границу. Бројеви истовремено дају „материју бићима“, баш као што чине и њихово „својство“, и „стање“. Бројеви су „оно најмудрије“ - суштина, принцип или узрок свих ствари.
Основни елементи бројева јесу парно (неограничено) и непарно (ограничено). Неограничено се изједначава са ваздухом или празнином, чија свака диоба даје исти резултат: нову празнину и тако у бескарј. С друге стран, диоба ограничених ствари мора се завршавати - мора имати границу. Та граница је оно што нема дијелова - тачка, линија, раван. Зато су питагорејци бројеве, тј. „корјене“ бића, схватали на просторан - геометријски начин. Број један је тачка и прво слово алфабета - алфа, број два је права и представљен је словом бета; три је површина - гама; а четири је чврсто тијело - делта. Истовремено, Један изражава јединство свега; Два је разлика и супротност; Три је јединство јединства и разлика; Четири је њихово оваплоћење. По овој основи је постављено питагорејско схватање космоса као уређеног поретка - склада или хармоније бића.
Преко умног разумијевања бројева који чине невидљиву, а стварну конструкцију чулних - видљивих ствари, могуће је сазнати тајне космоса, да би се у односу на те вечне истине организовао индивидуални и друштвени живпт. Онако како је уређен космос, тако треба уредити личну и колективну егзистенцију. На тај начин су питагорејци, као „пријатељи мудрости“, алии и као посвећени вјерници, комбиновали своја филозофска становишта са религијским наслеђем Истока.
Они су сматрали да свијет опстаје у свеопштој повезаности и вјечном враћању истог. Вјеровали су и у бесмртност и сеобу душе, која добија конкретну животну форму, у зависности од моралног понашања у претходном животу. Смрт повезује крај једног живота са почетком другог, при чему је тијело „гробница душе“.

## Елејци - учење о Једном
Елеја је била полис у јужној Италији, који су, бјежећи пред персијским царем Киром, основали грчки колонизатори из Фокеје (Јонија), средином VI века п. н. е.